# Morris Bender
Morris B. Bender (Uman, Imperio ruso, 8 de junio de 1905 - Nueva York, 23 de enero de 1983)  fue un neurocientífico estadounidense. 

## Vida y carrera
Su familia emigró a Filadelfia cuando era un niño. Asistió a la escuela de medicina de la Universidad de Pensilvania.  Desde 1933 impartió clases en la  Escuela de Medicina del Monte Sinaí y se convirtió en presidente del departamento de neurología en 1951. 
Investigó el sistema motor ocular. Su trabajo aclaró cómo el cerebro envía señales que mueven el ojo y resultó en avances en la terapia para tumores cerebrales. Desarrolló la primera prueba para detectar lesiones de la médula espinal. 
Fue pionero en tratamientos no quirúrgicos para hematomas subdurales.
Publicó más de doscientos artículos revisados por pares. Su libro de texto, Trastornos de la percepción (1952), sigue teniendo gran influencia.
Bender murió en 1983, le sobrevivieron su esposa, dos hijas y tres hijos. 